# Stimpmeter
Le stimpmeter, appelé aussi greenvite, est une règle en bois ou en aluminium permettant d'évaluer la vitesse moyenne d'un green en appliquant une vitesse connue à une balle de golf et en mesurant la distance parcourue en mètres.